# بوعلام بوفرمة
بوعلام بوفرمة (من مواليد 29 سبتمبر 1976 في الدويرة، الجزائر العاصمة) هو لاعب كرة القدم جزائري يلعب حاليًا مهاجمًا لرائد القبة في الرابطة الجزائرية المحترفة الثانية لكرة القدم.

## مهنة النادي
- 1994-1996 النادي الرياضي لزرالدة.
- 1997-1998 اتحاد البليدة.
- 1998-1999 النجم الساحلي لمدينة القليعة.
- 1999-2003 شباب بلوزداد.
- 2003-2003 الترسانة.
- 2003-2005 شباب بلوزداد.
- 2005-2006 شباب قسنطينة.
- 2006-2008 الترسانة.
- 2008 -الآن. RC القبة.